# 善能寺 (京都市)
善能寺（ぜんのうじ）は、京都市東山区泉涌寺山内町にある真言宗泉涌寺派の寺院。総本山泉涌寺の塔頭。本尊は聖観音。洛陽三十三所観音霊場第18番札所。

## 歴史
この寺は一説によれば、元は西八条猪熊二階堂町にあった二階観音堂と呼ばれていた寺であったが、弘仁14年（823年）に空海がこの寺に稲荷大明神（荼枳尼天）を祀って寺の名称を善能寺に改めたという。
その後、平城天皇の勅願寺となっている。天文24年（1555年）に後奈良天皇の命で泉涌寺の塔頭とされ、同じく塔頭の今熊野観音寺の西北に移された。
明治時代の廃仏毀釈で荒廃し、1887年（明治20年）に現在地に移された。稲荷大明神（荼枳尼天）を日本で最初に祀った寺ともされる。
現在の本堂（祥空殿）は1971年（昭和46年）のばんだい号墜落事故の遺族の寄進により、すべての航空殉難者の慰霊と事故の絶無を祈願して建立されたものである。
1972年（昭和47年）には作庭家の重森三玲によって池泉庭園遊仙苑が造られた。

## 境内
- 本堂（祥空殿） - ばんだい号墜落事故の遺族の寄進により建立。
- 庭園「遊仙苑」 - 1972年（昭和47年）に作庭家の重森三玲によって造られた。
- 白玉龍神社
- 日本最初稲荷神石社 - 日本で最初に作られた稲荷社であるという。
- 山門

## 前後の札所
洛陽三十三所観音霊場
17 妙法院三十三間堂　-　18 泉涌寺塔頭善能寺　-　19 泉涌寺塔頭今熊野観音寺

## 交通
- 京都市営バス泉涌寺道バス停から徒歩約10分